# 薬師堂

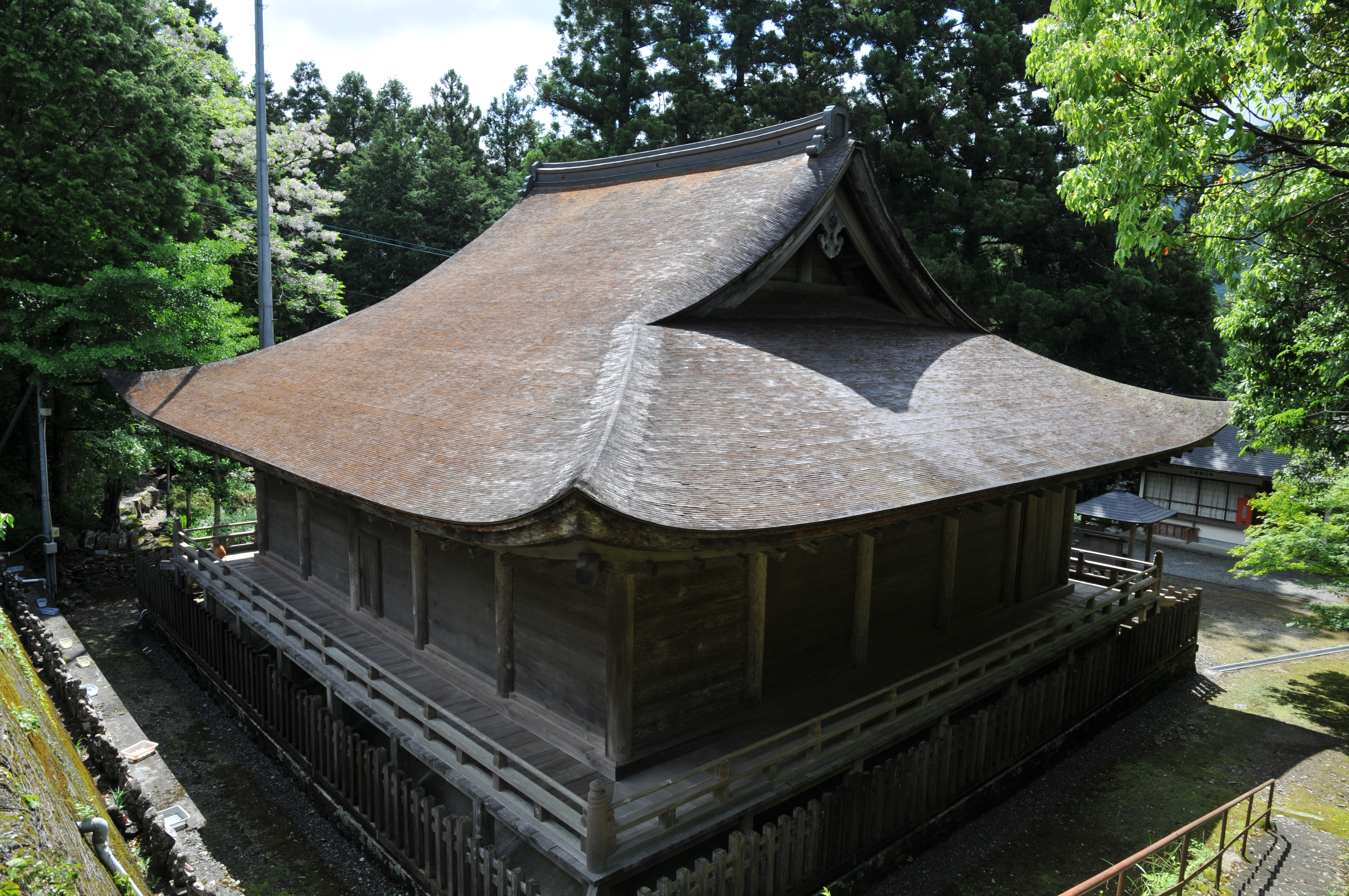
豊楽寺薬師堂 （国宝）

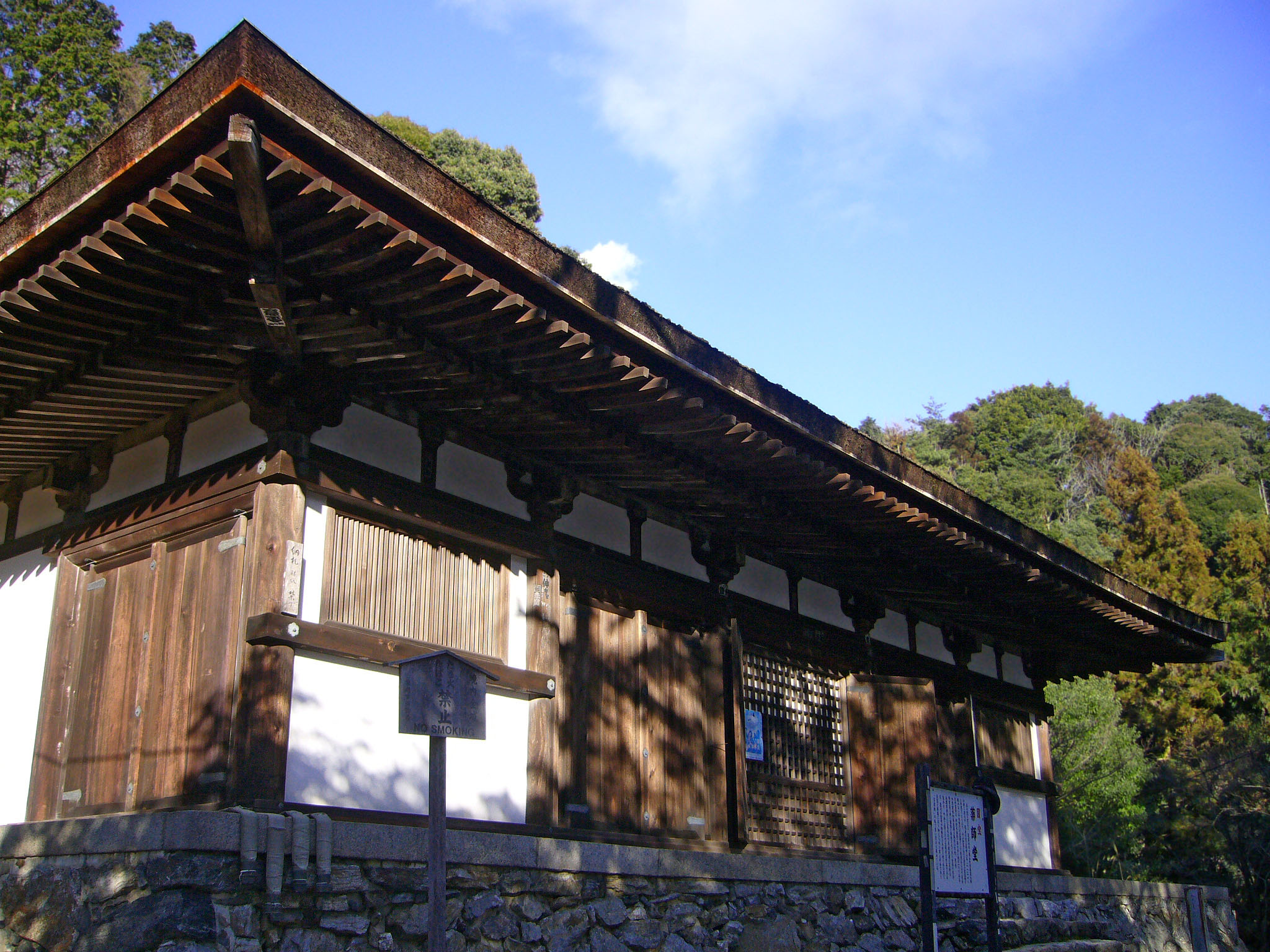
醍醐寺薬師堂 （国宝）

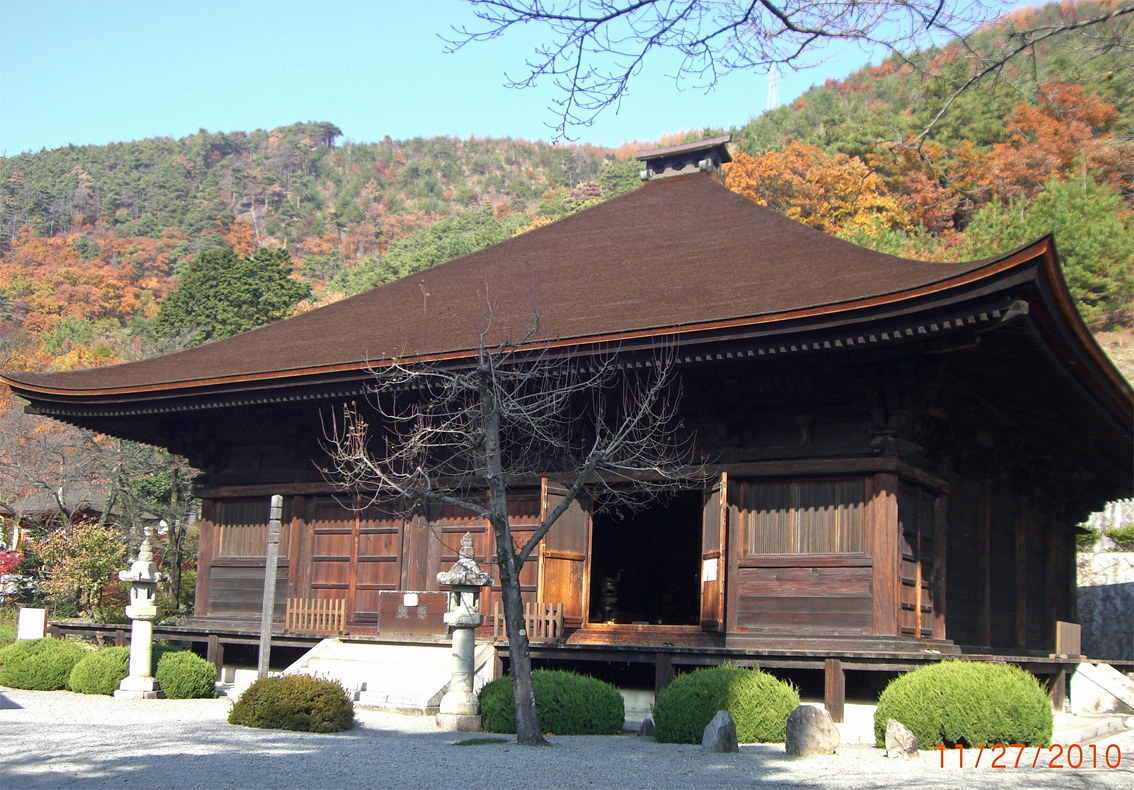
大善寺薬師堂 （国宝）

薬師堂（やくしどう）は、薬師如来を本尊とする仏堂の呼称である。

## 概要
薬師如来は大乗仏教において病気平癒等の現世利益に効験のある仏として信仰されており、アジアの仏教圏の中でも特に日本で広く信仰を集めている仏であることから、日本では薬師如来を本尊とする寺院や薬師如来を祀る仏堂が各地に数多く存在する。ただし、薬師如来を本尊とする仏堂がすべて「薬師堂」と呼称されるわけではなく、寺院ごとにさまざまな名称で呼ばれている。薬師如来像を安置する堂が寺院の中心となる建物である場合は「本堂」「金堂」「根本中堂」などと呼称される場合が多い。
薬師如来を本尊とする寺院の寺号には、「薬師寺」「薬王寺」「医王寺」などのほか、「東光寺」「東明寺」のように「東」の字が付くことが多い。これは、薬師如来が東方浄瑠璃浄土に住すると信じられていることによる。また、薬師如来の詳名「薬師瑠璃光如来」にちなんで「瑠璃光寺」と号する寺院もある。
派生して、薬師如来が病気平癒の仏とされることから、製薬や医療の分野でも「薬師堂」の名前が使われることがある。また、薬師堂があった場所の地名となっているところもある。

## 著名な薬師堂
「薬師堂」は、薬師如来を本尊とする仏堂の名称であり、「薬師堂」特有の建築様式、平面形式等があるわけではない。以下に「薬師堂」を名乗る仏堂の代表的なものを挙げる。
国宝
- 醍醐寺薬師堂（京都府京都市伏見区） – 平安時代後期建立
- 豊楽寺薬師堂（高知県長岡郡大豊町） – 平安時代後期建立
- 大善寺薬師堂（山梨県甲州市勝沼町勝沼） – 鎌倉時代後期

重要文化財（国指定）、その他
東北

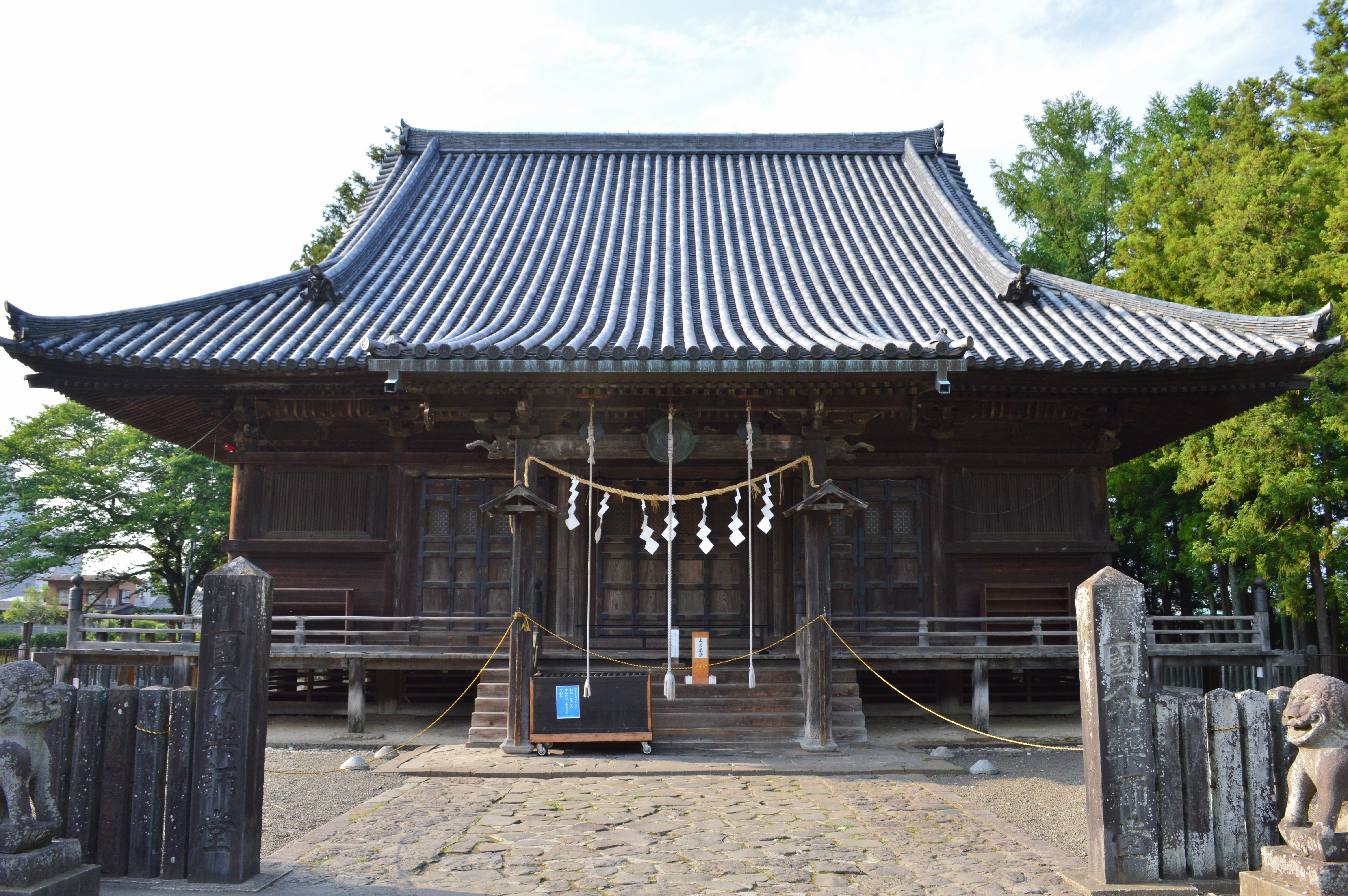
陸奥国分寺薬師堂（重要文化財）

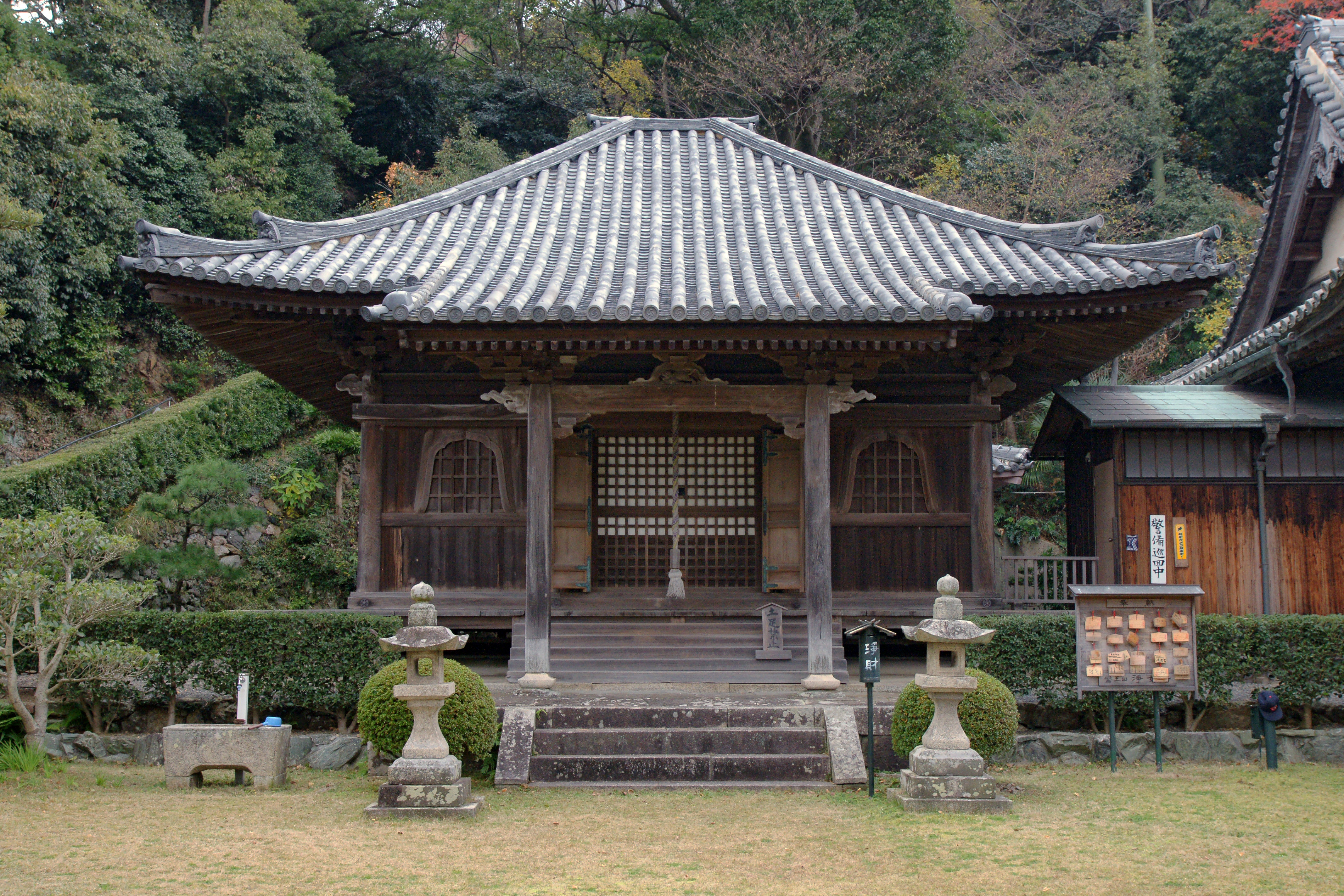
浄妙寺薬師堂（重要文化財）

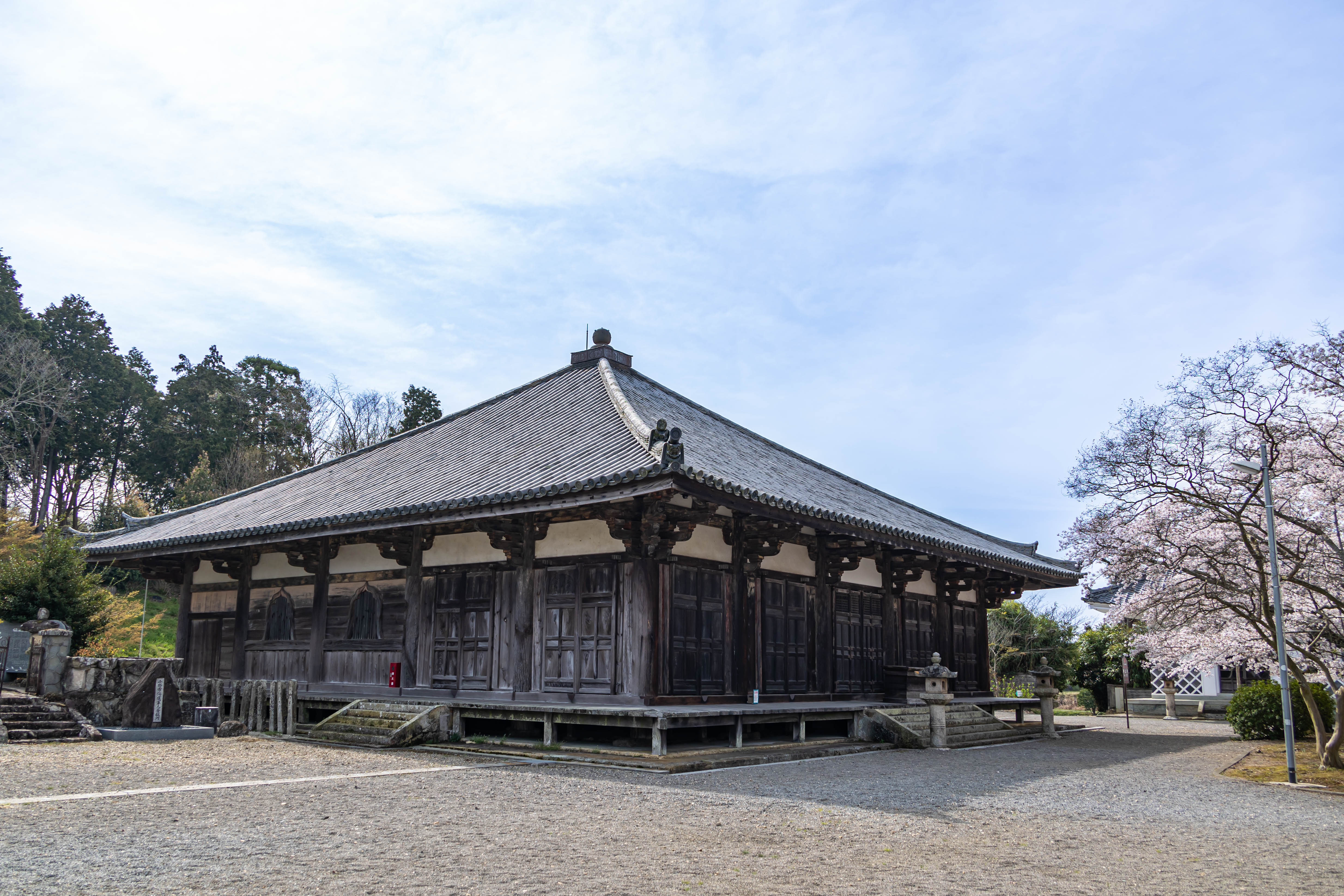
浄土寺薬師堂（重要文化財）

- 陸奥国分寺薬師堂（宮城県仙台市若林区） – 江戸時代建立
- 勝常寺薬師堂（福島県河沼郡湯川村） – 室町時代建立
- 常福院薬師堂（福島県大沼郡会津美里町） – 室町時代建立[1]

関東
- 久次良薬師堂（栃木県日光市久次良町）
- 石堂寺薬師堂（千葉県南房総市） – 桃山時代建立
- 泉福寺薬師堂（千葉県印西市岩戸） – 室町時代建立[2]
- 日向見薬師堂（群馬県吾妻郡中之条町） – 室町時代建立

中部
- 平等寺薬師堂（新潟県東蒲原郡阿賀町岩谷） – 室町時代建立
- 中禅寺薬師堂（長野県上田市前山） – 鎌倉時代建立[3]
- 八日堂（長野県上田市国分 信濃国分寺本堂） – 長野県宝。江戸時代建立
- 浄光寺薬師堂（雁田薬師。長野県上高井郡小布施町雁田） – 室町時代建立[4]
- 光照寺薬師堂（山梨県甲斐市岩森） – 室町時代建立[5]
- 瑞岸寺薬師堂（小萱薬師堂。岐阜県飛騨市神岡町） – 室町時代建立
- 新長谷寺薬師堂（岐阜県関市長谷町） – 室町時代建立

近畿
- 法界寺薬師堂（京都府京都市伏見区） – 室町時代建立
- 浄土寺薬師堂（兵庫県小野市） – 室町時代建立
- 石峯寺薬師堂（兵庫県神戸市北区） – 室町時代建立
- 當麻寺薬師堂（奈良県葛城市） – 室町時代建立
- 吉祥寺薬師堂（和歌山県有田郡有田川町粟生） – 室町時代建立。岩倉神社の神宮寺・別当寺である光明山醫王院東福寺の薬師堂[6]
- 浄妙寺薬師堂（和歌山県有田市） – 鎌倉時代建立

四国
- 金林寺薬師堂（高知県安芸郡馬路村） – 室町時代建立
- 善光寺薬師堂（愛媛県北宇和郡鬼北町 – 室町時代建立[7]

中国
- 月輪寺薬師堂（山口県山口市徳地上村） – 平安時代建立